# Sisay Bezabeh
Sisay Bezabeh (Asela, 9 september 1977) is een  Australische  voormalige atleet van Ethiopische afkomst, die gespecialiseerd was in de 10.000 m en de marathon. Tweemaal nam hij deel aan de Olympische Spelen, maar bleef medailleloos.

## Biografie
Op de Olympische Spelen van 2000 in Sydney nam Bezabeh deel aan de 10.000 m. Met een tijd 28.21,63 geraakte hij niet door de reeksen.
Vier jaar later, op de Olympische Spelen van 2004 in Athene, nam Bezabeh deel aan de olympische marathon. Hij liep een tijd van 2:25.26, goed voor een 60ste plaats.
Hij is de broer van langeafstandsloper Alemayehu Bezabeh. Hij werd elfde in de finale op de 5000 m bij de Olympische Spelen van 2008 in Peking.

## Persoonlijke records
| Onderdeel | Prestatie | Datum            | Plaats    |
| --------- | --------- | ---------------- | --------- |
| 1500 m    | 3.46,99   | 2000             |           |
| 5000 m    | 13.33,23  | 26 februari 2000 | Sydney    |
| 10.000 m  | 27.49,09  | 21 januari 2002  | Inglewood |
| marathon  | 2:11.08   | 12 oktober 2003  | Chicago   |

## Palmares

### 3000 m
- 2000:  St Lucia in Brisbane - 8.09,06

### 5000 m
- 1999: 6e Australische kamp. - 13.46,90
- 2000:  Australische kamp. - 13.33,23
- 2000:  Olympic Qualifying Meeting in Melbourne - 13.45,35

### 10.000 m
- 1996: 8e WK junioren in Sydney - 28.55,97
- 2000: 11e in serie OS - 28.21,63

### 5 km
- 2000:  Gatorade Bolt in Noosa - 14.05

### 10 km
- 1998:  Burnie - 29.25
- 2004:  Jakarta - 29.48
- 2004:  Bucaramanga - 29.47
- 2004:  Carrera Internacional Río Cali - 33.54

### 15 km
- 2004:  São Silvestre in São Paulo - 45.06

### halve marathon
- 1999:  halve marathon van Gold Coast - 1:03.24
- 2001:  halve marathon van Gold Coast - 1:03.19
- 2003: 5e halve marathon van Bogotá - 1:05.24
- 2003:  halve marathon van Medellín - 1:04.42
- 2004:  halve marathon van Sydney - 1:05.14
- 2004:  halve marathon van Cali - 1:03.41
- 2004:  halve marathon van Bogotá - 1:04.15

### marathon
- 2001: 20e marathon van Parijs - 2:18.42
- 2002: 9e marathon van Fukuoka - 2:16.34
- 2003: 15e marathon van Londen - 2:16.09
- 2003: 9e Chicago marathon - 2:11.08
- 2004: 13e marathon van Londen - 2:12.05
- 2004: 60e OS in Athene - 2:25.26
- 2005: 5e marathon van Beppu Oita - 2:13.14
- 2005: 4e marathon van Salt Lake City - 2:16.34

### veldlopen
- 2001: 73e WK te Oostende (lange afstand) - 43.09
- 2002: 85e WK in Dublin (lange afstand) - 38.05